# FGF7
FGF7 (англ. Fibroblast growth factor 7) – білок, який кодується однойменним геном, розташованим у людей на короткому плечі 15-ї хромосоми. Довжина поліпептидного ланцюга білка становить 194 амінокислот, а молекулярна маса — 22 509.
| 10         |  | 20         |  | 30         |  | 40         |  | 50         |
| ---------- |  | ---------- |  | ---------- |  | ---------- |  | ---------- |
| MHKWILTWIL |  | PTLLYRSCFH |  | IICLVGTISL |  | ACNDMTPEQM |  | ATNVNCSSPE |
| RHTRSYDYME |  | GGDIRVRRLF |  | CRTQWYLRID |  | KRGKVKGTQE |  | MKNNYNIMEI |
| RTVAVGIVAI |  | KGVESEFYLA |  | MNKEGKLYAK |  | KECNEDCNFK |  | ELILENHYNT |
| YASAKWTHNG |  | GEMFVALNQK |  | GIPVRGKKTK |  | KEQKTAHFLP |  | MAIT       |

A: Аланін

C: Цистеїн

D: Аспарагінова кислота

E: Глутамінова кислота

F: Фенілаланін

G: Гліцин

H: Гістидин

I: Ізолейцин

K: Лізин

L: Лейцин

M: Метіонін

N: Аспарагін

P: Пролін

Q: Глутамін

R: Аргінін

S: Серин

T: Треонін

V: Валін

W: Триптофан

Кодований геном білок за функціями належить до факторів росту, мітогенів. 
Задіяний у такому біологічному процесі, як альтернативний сплайсинг. 
Білок має сайт для зв'язування з молекулою гепарину. 
Секретований назовні.